# 果尔达·梅厄
果尔达·梅厄（通称梅厄夫人，或译为梅尔夫人及梅雅夫人等，香港時事節目譯作“梅雅遜夫人”，羅馬化：Golda Meir；1898年5月3日—1978年12月8日），原名果尔达·马波维奇（Golda Mabovitch）、果尔达·梅尔森（Golda Meyerson），是以色列犹太裔女性政治家、外交家及社会活动家。其出生于俄罗斯帝国（今属乌克兰）基辅，早年曾移民美国生活，成年后投入犹太复国运动并参与以色列国的筹建，是以色列的创国元老之一及第四任总理（1969-1974），其先后为以色列地工人党和以色列工党成员。
在撒切尔夫人未担任英国首相之前，梅厄夫人被外界认为是以色列的“铁娘子”，以色列建国元老大卫·本-古里安也称她为“内阁中最好的人”。梅厄是以色列第一位，亦是迄今唯一一位女性总理，也是近现代世界主權國家的第三位非世襲的女性政府領導人。

## 早年生平（1898-1916）

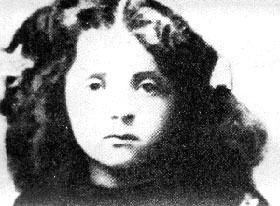
童年时期的梅厄。

1898年5月3日，梅厄夫人出生于俄罗斯帝国（今乌克兰）基辅。出生时，她姓为马波维奇（Mabovitch），她的父亲Moshe Mabovitch是一名木匠，她也有一个姐姐Sheyna（生于1889年）和一个妹妹Tzipke（生于1902年），另有五个兄弟姐妹在童年即夭折。在自傳中，梅厄提到她最早的記憶是她的父親到門口對即將發生大屠殺的謠言做出回應。1903年，父亲离家，去往美国纽约寻求发展，包括梅厄在内的家人移居到了位于平斯克（今属白俄罗斯）的母亲家中。1905年，父亲Moshe搬迁至威斯康星州密尔沃基并在当地一个铁路货场找到了工作。随着父亲在美的境况渐好，次年，8岁的梅厄便隨著家人前往美國投奔父亲，她们乘船于加拿大魁北克登岸，然后乘坐火车前往密尔沃基。
定居美国后，梅厄的母亲在密尔沃基北部开设一家杂货店以维持生计，而年幼的梅厄则时常在母亲外出时帮忙照看店铺。1906年至1912年間，梅厄就讀於当地的第四大街学校（Fourth Street Grade School，今Golda Meir School）。在这里就读时，她曾组织舉行过募捐活動以支付同學課本費用，并在畢業時作為學生代表致詞，显示出组织和学业方面的才能。1912年，14歲的梅厄入读北区高中（North Division High School），并在课余时间打工，在这期间梅厄也曾在当地的百货公司和公共图书馆工作。
此时梅厄的母親希望她離開學校結婚成家，但她拒絕了母亲。母女失和，梅厄只身离家，并買了火車票到科羅拉多州丹佛，住到了已经结婚的姐姐Sheyna家里。在那裡，梅厄在每晚姐姐家里举行的知识分享会中接觸到猶太復國主義、文學、婦女投票權和工會制度等知识，她在自傳中寫到“在某种程度上，我自己未来的信念被塑造并形成……在丹佛，那些充满讨论的夜晚发挥了相当大的作用。”。
1914年，梅厄与姐姐产生了矛盾，致使她离开就读的高中，外出务工。在与之前产生龃龉的父母和解后，梅厄回到了密尔沃基，也重回北区高中恢复了学业。在这一阶段，她也成為錫安山工人黨（Young Poale Zion，後來的Habonim，也是Labor Zionist youth movement）中一個活躍的成員，在公開會議中主張支持社會主义的猶太复國主義。毕业后，梅厄于1916年进入威斯康星州州立密尔沃基师范学校（威斯康星大学密尔沃基分校前身）就读，在这里，她进一步接受了劳工犹太复国主义。

## 奔走复国（1917-1948）

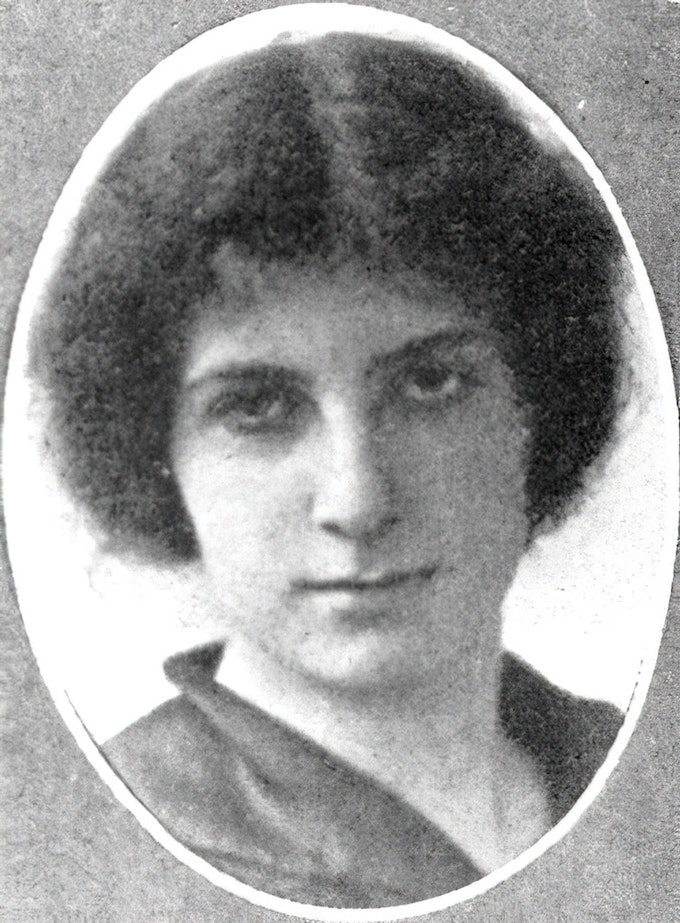
1914年的梅厄。

1917年，梅厄和男友莫里斯·梅尔森（Morris Meyerson）結婚。當時梅厄以定居巴勒斯坦為前提結婚，但這個计划被第一次世界大戰引发的大西洋渡轮停摆而打亂。于是她便投身於錫安山工人黨的活動，她走遍美国，帮助该党募款的活動。与此同时，梅厄發現自己懷孕，但她被迫選擇了人工流產，因為她認為猶太復國主義的義務沒有空間容許自己抚养孩子。
一战结束后，1921年，梅厄連同她的姐姐Sheyna一家以及一位童年玩伴Regina一起前往当时尚为英国代管的巴勒斯坦。她们坐渡轮从纽约出发，在意大利那不勒斯登陆，然后换乘火车抵达了特拉维夫。在遭受过一次拒绝后，梅厄在位于巴勒斯坦北部Merhavia的一个犹太集体农场（kibbutz）里找到了工作，在这里她负责采剥杏仁、种植树木、打理鸡舍和厨房等工作。由於她显示出的領導能力，她被农场选为代表出席以色列總工會。
1924年，梅厄夫妇離開集体农场，前往耶路撒冷定居。当梅厄夫婦在特拉維夫作短暫停留时，她们生育了兩個孩子，分別為兒子梅納赫姆（Menachem，生於1924年）和女兒莎拉（Sarah，生於1926年）。1925年，梅厄曾短暂回过Merhavia。1926年，梅厄的父母也从美国移居巴勒斯坦。
1928年，梅厄當選為妇女劳工理事會（Moetzet HaPoalot）的書記，其后她有兩年多時間（1932－1934年）在美國當使者，并为罹患肾病的女儿寻求医疗救治。此间，梅厄夫婦开始分居，但從未正式離婚，其丈夫莫里斯於1951年逝世。1934年，梅厄返回巴勒斯坦，加入了以色列总工会的执行委员会，并晋升为政治部门的负责人，这段资历为梅厄夫人后来的治国理政能力打下了重要的基础。
1938年7月，梅厄作为犹太裔观察代表前往法国出席了由时任美国总统富兰克林·罗斯福召集的埃维昂莱班会议，会议的议题围绕因受德国纳粹政权迫害而逃亡的犹太难民展开。虽然来自32个国家的与会代表不断表达对欧洲犹太人处境的同情，但均拒绝采取实际行动接收难民，最终仅有多明尼加一国同意开出10万个难民名额予以接受。对这个结果，梅厄夫人感到不快，她对新闻媒体表示：“在我有生之年，我唯有的一个愿望就是犹太民众再也不依靠别人的同情。”

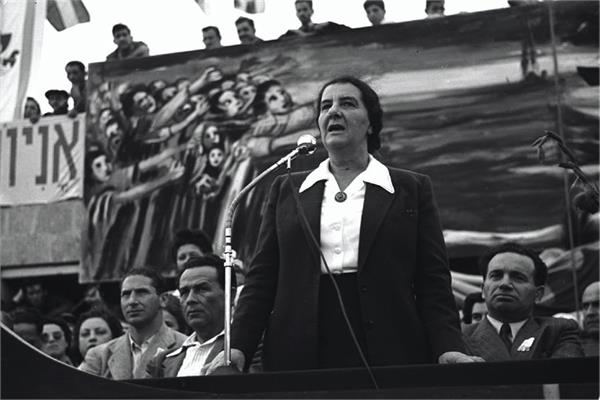
1947年，梅厄夫人在公开场合演讲。

此时的梅厄夫人坐言起行地推行「獨立建國」，她以平民身份在二戰期間四处奔走，遊說各國接納猶太難民。以色列立國前，她是負責和英國談判獨立建國的代表之一。梅厄的態度与日俱增地強硬，她充份利用猶太人被屠殺的慘劇，爭取道德高地。此外，在战争期间，她在犹太代理机构（Jewish Agency）担任过数个重要职位，这个机构在二次世界大战间实际扮演着巴勒斯坦地区的地方政府的角色。
1946年6月，在英国于“Agatha行动”中逮捕了犹太代理机构的负责人Moshe Sharett及一些其他的犹太社区领导人后，梅厄夫人迎来了自己生涯中的重要角色，她成为在巴勒斯坦的犹太裔群众和英国管治当局之间的首要谈判者。Moshe Sharett于获释后前往联合国参与对巴以分治方案的相关讨论，他留下梅厄负责了犹太代理机构的政治部门，直至以色列建国。
1947年，梅厄前往塞浦路斯探望在当地拘留营中的犹太裔民众，这些民众都是在企图非法进入巴勒斯坦地区时被英国方面逮捕并遣送至此的。梅厄游说他们将为数不多的进入巴勒斯坦定居的名额让给那些有孩子的家庭，这次游说取得了巨大成功。

## 建国之后（1948-1978）

### 外交才干
以色列国正式成立後，阿拉伯聯軍立刻進攻，梅厄夫人臨危受命出訪美國，號召在美猶太人為復國運動捐款。事前猶太人代辦處財長估計，募捐最多只能募集八百萬美元，但梅厄夫人最終募集了驚人的五千萬美元，悉數用於購買軍火。當時以色列軍備並未如今日先進，這批軍火，對以色列國的生存，有極關鍵的作用，梅厄夫人因此得到軍隊極大尊敬。
在此期间，出于工作需要，梅厄夫人将丈夫姓氏梅尔森（Meyerson）希伯來化为梅厄（Meir），意为“发光”。

### 总理生涯

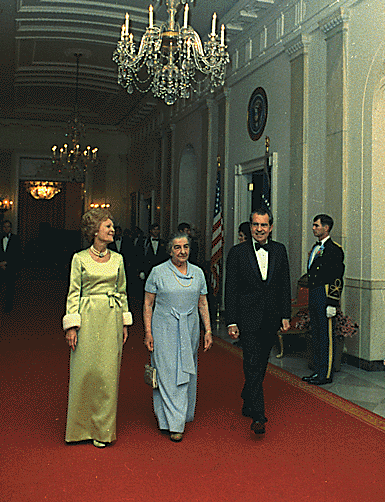
1973年，美國總統尼克松及其夫人接待访美的梅厄夫人。

1969年，时任以色列总理列維·艾希科爾突然去世後，梅厄夫人繼任为以色列總理。
1972年，慕尼黑慘案發生後，梅厄夫人指示以色列情報特務局（The Mossad，俗稱摩薩德）發起了著名的“上帝之怒行動”（也称“天谴行动”），對涉入事件的巴勒斯坦解放組織高層成員進行报复式的全球追杀，最后成功暗杀了绝大多数的目标成员。
1973年10月，梅厄夫人帶領以色列在贖罪日戰爭（第四次中東戰爭）中取勝。她於12月勝出大選，續任總理。然而翌年她以「五年任期對我而言已十分足夠，並且沒有能力繼續背負重任」為由辭職。
梅厄夫人是著名的吸菸愛好者，在公開場合常常菸不離手。

## 晚年及逝世

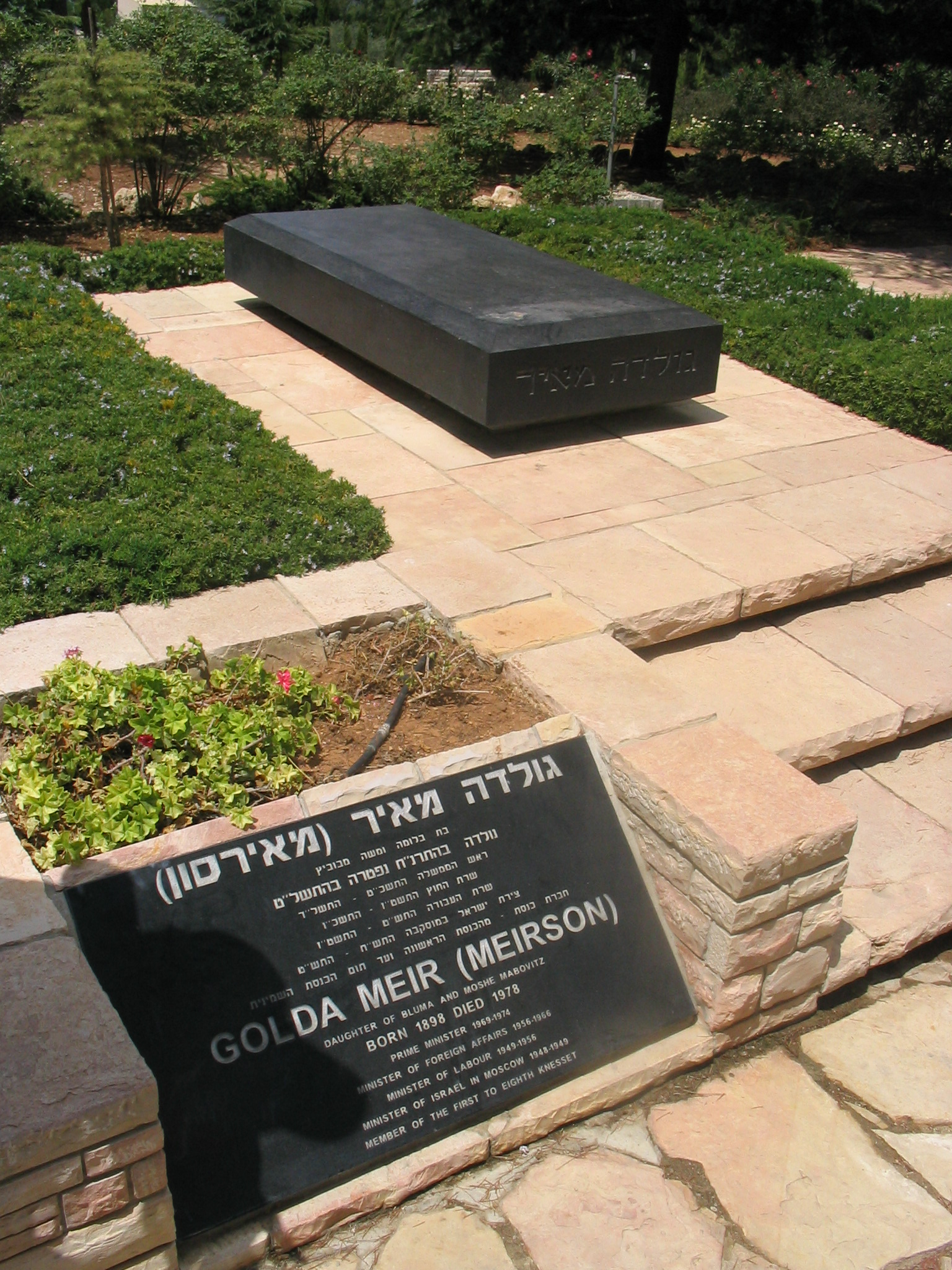
梅厄夫人位于赫茨尔山的墓地。

1978年12月8日，梅厄夫人因患淋巴癌不治在耶路撒冷逝世，享年80岁。其遗体安葬在当地的赫茨尔山上。

## 著作
《我的一生：梅厄夫人自传》中文版2014年新星出版社

## 流行文化
- 金德永、孫世演《一生一定要認識的女性領袖50人》第1章，台灣：漢湘文化，2015年2月
- 海倫·米蘭電影《贖罪日之戰》，2023年12月